# Kloster St. Katharina de Campo Belli
Koordinaten: 31° 52′ 58,6″ N, 34° 55′ 20″ O
Das Kloster St. Katharina de Campo Belli bei Montgisard war ein Priorat des Benediktinerordens(?) in der Nähe von Ramla (Israel) zur Zeit des Königreichs Jerusalem. Es wurde 1177 nach der Schlacht von Montgisard auf dem Schlachtfeld gegründet. Nach der muslimischen Eroberung 1187 floh der Konvent zunächst nach Süditalien und nahm später seinen Sitz in Akkon. Nach dem Fall von Akkon 1291 löste sich der Konvent auf.

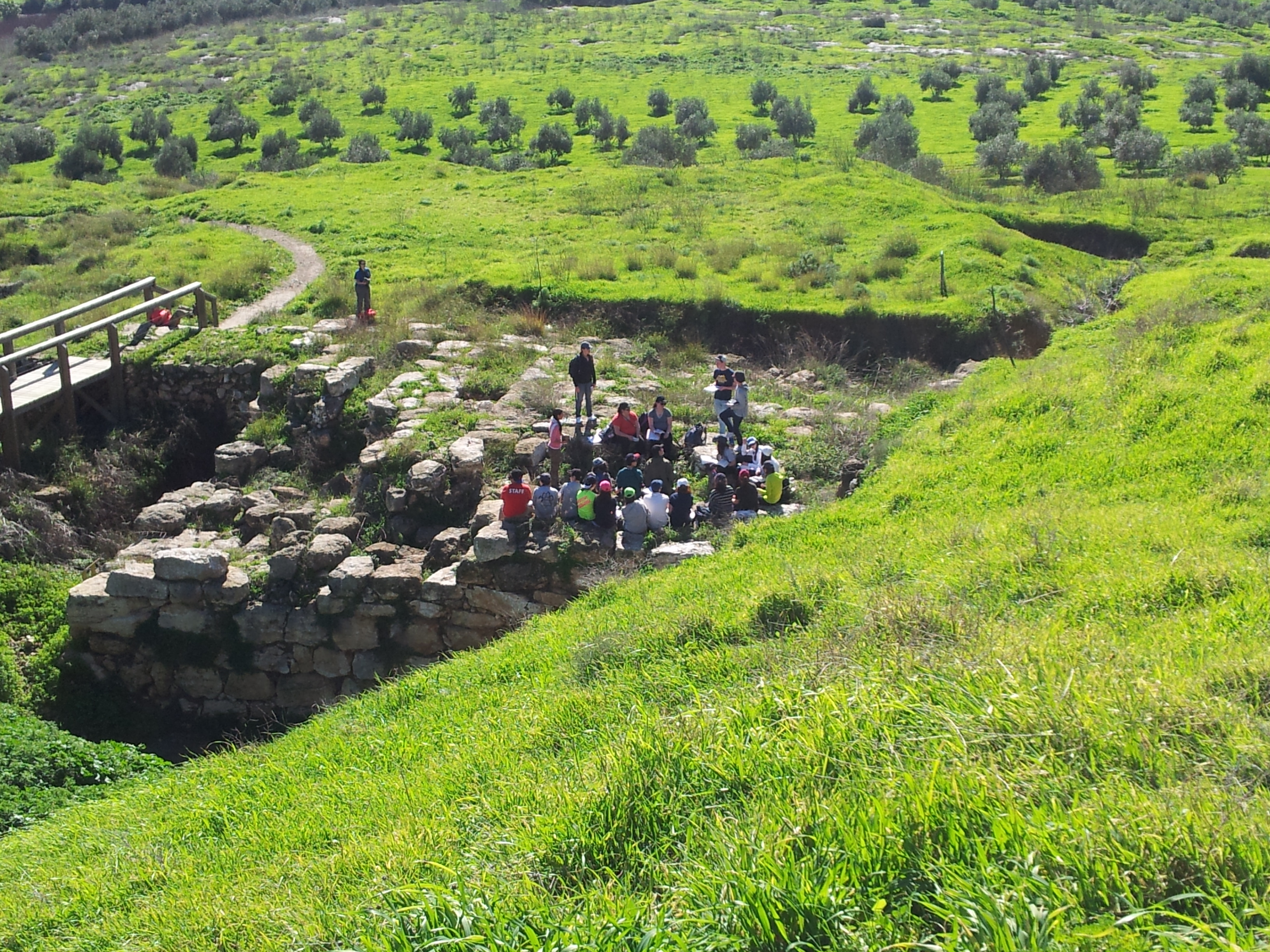
Ruinen und Ausgrabungsgelände

## Lage
Die genaue Lage des Klosters ist unbekannt. Es ist auch nicht bekannt, inwieweit die Gebäude des Klosters in der kurzen Zeit zwischen 1177 und 1187 tatsächlich fertiggestellt werden konnten. Die Schlacht soll am Hügel von Montgisard stattgefunden haben, dem heutigen Tell Gezer, der Stadtstelle des antiken Gezer. Dort lagen zur Kreuzfahrerzeit auch ein Dorf und eine Burg, die aber bisher noch nicht gefunden wurden. Sie lagen wohl aber nicht auf dem Hügel, sondern eher randlich oder am Fuß des Hügels. Die adlige Familie Montgisard im Königreich Jerusalem benannte sich nach dieser Burg. Nur ein sehr kleiner Teil des Hügels ist bisher archäologisch untersucht.

## Geschichte
Am 25. November 1177 errang der noch jugendliche König Balduin IV. von Jerusalem am Hügel von Montgisard einen entscheidenden Sieg über den ägyptischen Sultan Saladin. Aus Dankbarkeit stifteten die Kreuzfahrer auf dem Schlachtfeld ein Kloster, das der Hl. Katharina von Alexandrien geweiht wurde, deren Gedenktag am 25. November gefeiert wird. Das Kloster erhielt jedoch nicht den Rang einer Abtei, sondern wurde ein Priorat mit einem Prior als Vorsteher. Es ist nicht ganz sicher, dass das Kloster tatsächlich ein Benediktinerpriorat war. Der Prior war ein Suffragan des Bischofs von Lydda. Über die Fundierung des Klosters ist leider nichts bekannt.
Nach der Schlacht bei Hattin rückte Saladin Ende August/Anfang September 1187 in die Gegend von Lydda und Ramla vor, bevor er sich im Oktober nach Jerusalem wandte. Die Mönche verließen das Kloster und schifften sich vermutlich über Ascalon, dessen Hafen noch offen war, nach Süditalien ein. Erzbischof Bertrandus von Trani stellte dem Konvent eine Unterkunft zur Verfügung, und der Prior Peter schwor ihm kanonischen Gehorsam. Die Gegend um Montgisard blieb nach dem Frieden von 1192 in muslimischer Hand, und der Konvent konnte nicht mehr zu seinem Kloster zurückkehren. Wie lange die Mönche dann in Süditalien blieben, ist unklar. 1232 war der Konvent in Akkon ansässig. Das Kloster nahm einen Häuserblock nahe der Wasserfront ein. 1253 wird eine Straße in Akkon erwähnt, die nach ihrem Konvent benannt war (in ruga sancte Katherine). 1237 wird die Kirche des Konvents St. Katharina de Campo Belli als Anlieger bei einem Grundstücksverkauf erwähnt. 1264 erhielt das Hospital St. Katharina eine Spende von der Akkoner Bürgerin Saliba. Unklar ist, ob ein Hospital schon bei der Gründung des Hauses in Akkon vorhanden war oder erst später gegründet wurde. Wenn Pilger die Kirche St. Katharina in Akkon besuchten, erhielten sie einen Ablass von vier Jahren und zwei Quarantainen. 1266 starb Graf Odo von Nevers und vererbte dem Kloster seinen Mantel aus grobem rotem Tuch, mit Pelz gefüttert.
Obwohl das Gebiet um Montgisard 1240 für einige Jahrzehnte wieder in fränkische Hände kam, kehrten die Mönche nicht zu ihrem Kloster zurück, das sicher zerstört war, bzw. sie machten keine Versuche es wieder aufzubauen. 1267/68 fiel das Gebiet endgültig in muslimische Hand. Das Priorat in Akkon scheint nicht besonders reich gewesen zu sein und verdankte sein Überleben wohl der Tatsache, dass es eine königliche Gründung war. Die oben genannte Schenkung von 1266 ist der letzte urkundliche Nachweis des Klosters. Spätestens den Fall von Akkon 1291 hat das Kloster nicht überlebt.